# 천잔펑
천잔펑(陳展鵬, 진전붕, 영문명은 Ruco Chan, Benny Chan, Woody Chan, 1977년 1월 14일 ~ )은 중화인민공화국 홍콩 특별행정구의 남성 영화배우, 텔레비전 연기자, 가수이다.

## 생애
영국령 홍콩에서 출생하여 지난날 한때 중화인민공화국 푸젠성 샤먼에서 잠시 유아기를 보낸 적이 있는 그는 1994년 텔레비전 드라마에서 연기자 첫 데뷔하였으며 1996년 영화 《소년 15/16시(少年 15/16時)》의 조연으로 영화배우 데뷔하였고 1998년에는 가수로도 데뷔하였다.